# Vasilij Sjarangovitj
Vasilij Fomitj Sjarangovitj (ryska: Василий Фомич Шарангович), född 4 mars 1897 i Kaczany, Guvernementet Vilna, död 15 mars 1938 i Kommunarka, Moskva, var en bolsjevikisk politiker. Från mars till juli 1937 var han förste sekreterare för kommunistpartiet i Vitryska socialistiska sovjetrepubliken.

## Biografi
Vasilij Sjarangovitj föddes år 1897 i Guvernementet Vilna, dagens Litauen. I december 1917 blev han medlem av bolsjevikpartiet. Han tog värvning i Röda armén och sändes år 1919 till provinsen Minsk, som då befann sig under polsk ockupation för att bedriva spionage. Året därpå greps han av den polska kontraspionageenheten och dömdes till döden, men straffet omvandlades till tio års fängelse. Efter ett och ett halvt år frigavs han i samband med en fångutväxling.
Vid Vitryska kommunistpartiets kongress i juli 1937 manade Sjarangovitj till skoningslös behandling av de kvarvarande resterna av polska och tyska spioner och sabotörer. I samband med den stora terrorn greps Sjarangovitj samma månad och åtalades vid den tredje och sista Moskvarättegången (emellanåt kallad rättegången mot höger- och trotskistblocket) för att ha stött kontrarevolutionär verksamhet och tillhört högeroppositionen. Han erkände bland annat att han hade varit spion för Polens räkning sedan 1921. Sjarangovitj dömdes till döden och avrättades genom arkebusering.
Vasilij Sjarangovitj rehabiliterades 1957.